# 岩大五
岩大五（19世纪—1872年），本名顾馥春，苗族，大约生于1836年（道光十六年），贵州省都匀府清平县（今凯里市）凯塘人。农民出身，是清末苗民起事的領袖之一。

## 生平
他於1860年起事，同治二年（1863年）他率領貴定的苗族軍與太平軍合圍貴陽，未能攻克。岩大五其後率部向安順、大定地區進軍，並攻佔大定府城，同治十一年（1872年）岩大五戰敗被俘被殺。